# Мартин Калиновський (гетьман)
Марцін Каліновський (українізоване Ма́ртин Калино́вський; пол. Marcin Kalinowski; 1585/1605 — 2 червня 1652) — державний, політичний і військовий діяч Речі Посполитої. Представник шляхетського роду Калиновських гербу Калинова. Власник маєтків в Україні, воював проти козаків під час шляхетсько-козацьких воєн, повстанців Богдана Хмельницького. Загинув у битві під Батогом.

## Біографія

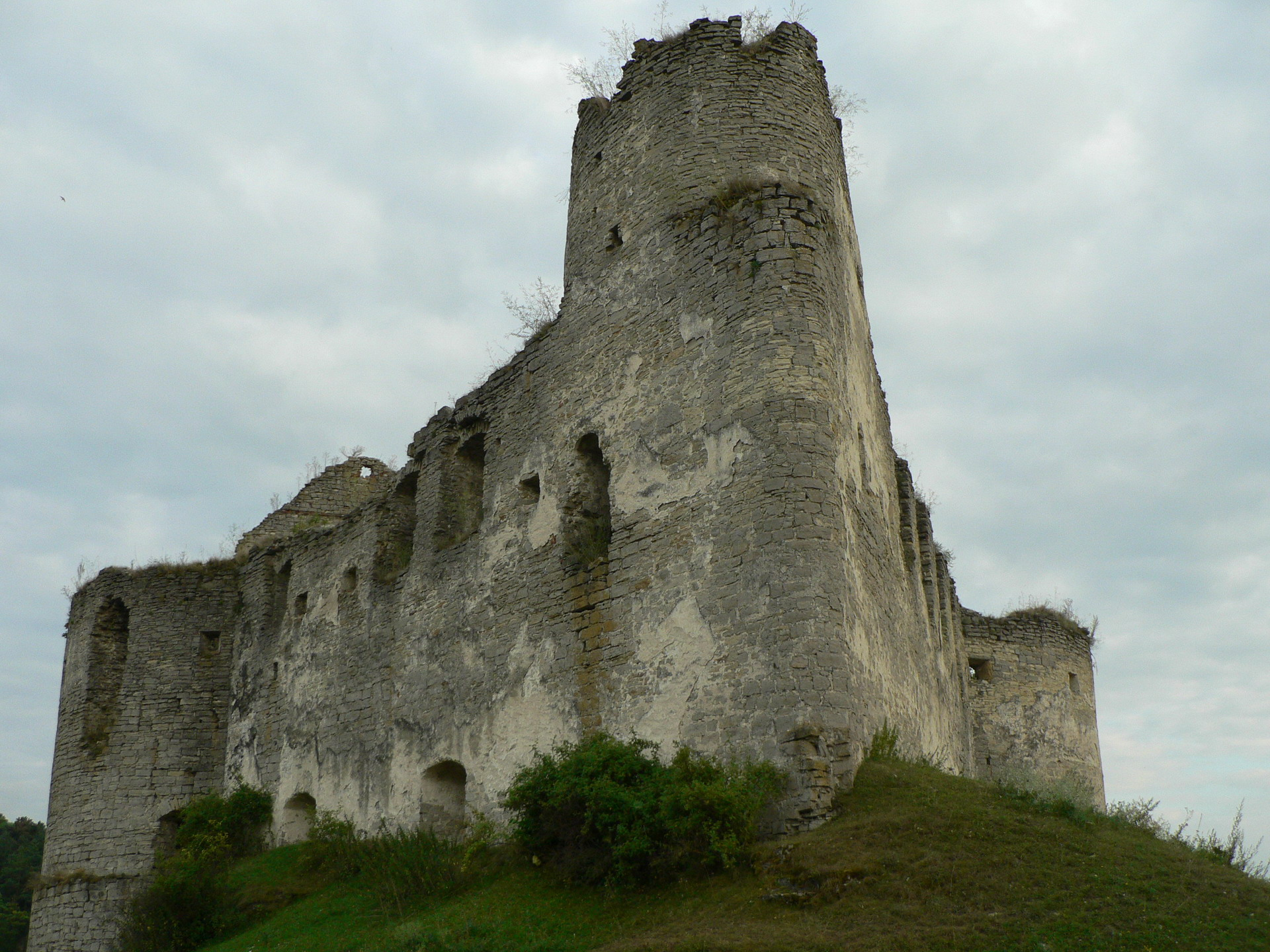
Руїни Сидорівського замку

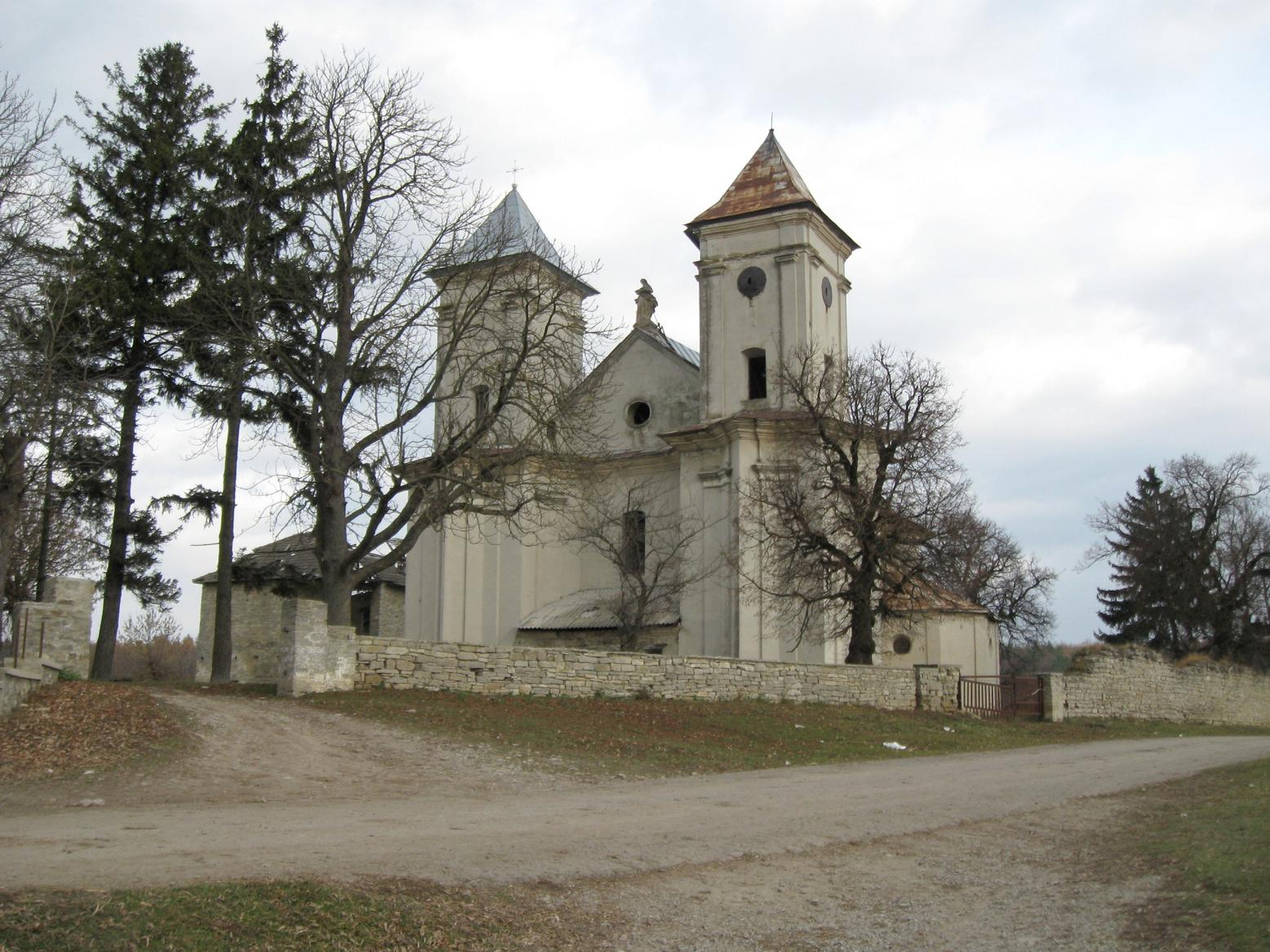
Сидорівський костел

Походив з відомої шляхетської родини Калиновських гербу Калинова. Третій, наймолодший син Валентія Александра Калиновского — брацлавського, вінницького, кам'янецького старости, старости генерального подільського  та його дружини Єлизавети зі Струсів.
1618 р. перебував у війську королевича Владислава Вази під Москвою, де був важко поранений. Після загибелі свого батька Валентія Александра і брата Войцеха в битві під Цецорою, Мартин отримав у спадок родинний замок у Гусятині. Володів великими земельними маєтностями в Україні. На початку 1620 рр. став старостою літинським та брацлавським, 1626 р. — кам'янецьким підкоморієм.
1624 р. воював проти татар у битві під Мартиновим. Брав участь у коронаційному сеймі 1633 р., потім брав участь у битві під Смоленськом, де був важко поранений.
Управляючи Чернігівським воєводством, мав претензії стосовно надмірного визискування на сеймі 1637 р. Будучи великий магнатом, утримував приватне військо.
Брав активну участь у придушенні козацького повстання Павлюка і Гуні у 1637–1638 рр. з власним військом. В 1638 р. за 119 тисяч золотих здав в оренду на 3 роки гданському купцеві містечка Буки, Іваньки, Маньківку, Мошурів та місто Умань, з правом виробляти поташ, селітру і смольчугу.
У 1640-х рр. дав кошти на побудову Сидорівського замку. Брав участь у Охматівській битві 1644 р. Разом з коронним гетьманом Миколаєм Потоцьким-«ведмежою лабою» очолював війська в Корсунській битві 1648 р., яка завершилася повною перемогою козацьких військ під проводом гетьмана Богдана Хмельницького. Обидва полководці потрапили у полон до кримських татар. У кінці 1650 року М.Калиновський був викуплений з полону після виплати частини суми.
На початку лютого 1651 року польські коругви під командуванням М.Калиновського, порушивши Зборівський договір, напали на містечко Красне (тепер село Красне Вінницької області; було спалене), де були розташовані козацькі загони, очолювані брацлавським полковником Данилом Нечаєм; також на Мурафу, Шаргород, Ямпіль. У нерівному бою козаки зазнали поразки, Данило Нечай загинув. М.Калиновський зробив спробу захопити Вінницю, проте українські війська під проводом Івана Богуна відбили всі атаки ворога і, завдавши раптових контрударів, примусили загони М.Калиновського відступити.
Брат Адама Киселя Микола загинув під Вінницею 11 березня 1651 року, ведучи в атаку коругву через пролом льоду на ставі, виконуючи необдуманий наказ коронного гетьмана.
У травні військо під командуванням М. Калиновського відступало з-під Кам'янця через сучасну Тернопільщину; біля с.Пробіжна (тепер Чортківського району) були сутички з козацько-татарськими загонами; у битвах під Купчинцями та Денисовом (тепер села Козівського району) поляки зазнали серйозних втрат та відійшли до Сокаля.
У Берестецькій битві 1651 року командував лівим крилом польської армії в 2-й та 3-й день битви (усім військом командував князь Ярема Вишневецький). Після Берестецької битви перебував у Крем'янці Після Білоцерківської угоди придушував повстання селян.
У травні 1652 року 20-тисячна польська армія, очолювана М. Калиновським, була вщент розбита українськими військами у Батозькій битві 1652 року. У цій битві загинув як сам М. Калиновський, так i його син Самуель Єжи — коронний обозний, зять великого коронного канцлера Єжи Оссолінського. Татари відрубали йому голову та настромили її на піку. Потім, ймовірно, відправили гетьману Б. Хмельницькому. Був похований у Сидорівському костелі.
Тогдажъ, какъ сошлися козаки и татаре съ ляхами на Батозѣ, тотъ часъ козаки и не хотя ударили на обозъ лядский, а татаре на войско лядское, которое, не вѣдая козаковъ, опановавшихъ обозъ ихъ, туда обратилися; ажъ козаки, запаливши обозъ ихъ, противу нихъ бросились, а тутъ рѣка Бугъ. И такъ ляховъ всѣхъ висѣкли, въ томъ числѣ и самого гетмана Калѣновского, котораго и голову до Хмелницкого на копьи принесено, и Собецкого, старосту красноставского; прочіихъ же избѣгшихъ посполство, изволѣкая от болота, убивали нещадно, а сынъ Калѣновского въ Бубновцѣ, бѣжа мостомъ, обвалився, утонулъ; иныхъ же многочисленныхъ татаре были побрали, но и сихъ Хмелницкій, мстячись за Берестецкое над козаками немилосердіе, всѣхъ велѣлъ порубать. Да тогдажъ под сию войну по городахъ вездѣ пановъ, старостъ, на свои добра понаездив'шихъ, знову всѣхъ вибили люды посполитые.— Літопис Самовидця за нововідкритими списками, Під ред. О. І. Левицького. — К., 1878. — С. 211—319.
Не належав до найкращих польських полководців. Схильний до насильства, важкий в побуті, легко гнівався і сперечався з оточенням — словом, типовий представник неспокійних «кресових» магнатів.

### Маєтності
23 квітня 1646 р. Мартин подарував своєму сину Самуелю усі свої дідичні та заставні маєтки. У Подільському воєводстві: місто Гусятин, села Чабарівка, Вільхівець Напільний, Вільхівець Старий, Кузьминець, Дуплівці, Івахнівці, Свіршківці, Теремківці, Юрківці, місто Чемерівці, село Бережанка, Кугаївці, Суходіл, Криків, село із замком Сидорів, село Зелена та Криве; в Руському воєводстві: місто Личківці, села Трибухівці, Городниця, Дубківці, Раків Кут, Воєводинці, Раштівці, місто із замком Струсів, села Настасів, Лука Кровінка, Дарахів, Острівчик, Рудзвяни, Варваринці, Замойстя чи по-іншому Варвар, Налуже за мотом, місто Хоростків з селами Перемилів, Карашинці, Вербова, Хвилів, Хоростків Старий, Хлопівка, частина в селі Клувінці.

### Посади
Гетьман польний коронний (1646–1652), чернігівський воєвода (1635–1652), сенатор (1635–1652), кам'янецький підкоморій (1628–1633), королівський ротмістр (1633), київський каштелян (з 1635). Посол на сеймі від Брацлавського воєводства (1633, 1635). Староста чернігівський (1633–1648), вінницький (1633–1643)[джерело?], любецький та брацлавський (1638–1643).

### Сім'я
- батько: Валентій Александр Калиновський (пом. 1620) — староста генеральний подільський.
- матір: Єлизавета (Ельжбета) Струсь
- дружина: княжна Гелена з Корецьких, донька князя Йоахима Корецького[16] та графині Ганни з Ходкевичів.
- діти: Самуель Єжи Калиновський

## У кінематографі
- Гетьман (2015) — фільм режисера Валерія Ямбурського[17]